# Sándor Pintér (Politiker)

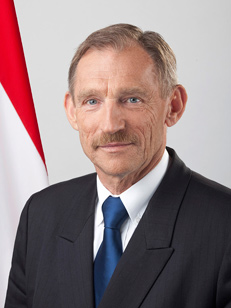
Sándor Pintér (2011)

Sándor Pintér (* 3. Juli 1948 in Budapest) ist ein ungarischer Polizeibeamter im Ruhestand, Jurist und parteiloser Politiker.

## Leben
Pintér war im Kabinett Orbán I von 1998 bis 2002 Innenminister von Ungarn. 2010 wurde Pintér erneut Innenminister (im Kabinett Orbán II als Nachfolger von Zoltán Varga). Ministerpräsident Viktor Orbán berief Pinter nach dem Wahlsieg seiner Partei bei der Parlamentswahl im April 2014 in sein Kabinett Orbán III und ebenso in das Kabinett Orbán IV und das Kabinett Orbán V.
Zunächst arbeitete er als Fahrer des Innenministeriums.
Ab 1972 arbeitete er als Unterstützer in Zugló.
Zwischen 1978 und 1985 war er Berichterstatter für das Hauptquartier der Nationalpolizei und anschließend Berichterstatter für seinen Bericht.
Ab 1985 Leiter der Kriminalabteilung des Polizeipräsidiums Buda, Leiter des Referatsleiter.
Ab 1988 war er Leiter des Inspektors des Polizeipräsidiums von Pest, und ab 1990 war er stellvertretender Leiter der Abteilung für öffentliche Sicherheit.
Seit März 1991 ist er Polizeichef von Budapest.
Von September 1991 bis Ende 1996 war er nationaler Polizeihauptmann.
1991 wurde er zum Generalmajor befördert, 1993 zum Generalleutnant.
Sie ging Ende 1996 in den Ruhestand. Seit 1997 ist er Sicherheitsberater und Mitglied des Board of Directors der OTP Bank Rt.
Ab 2003 war er Inhaber der Civil Security Service Ltd. und seit 2004 war er wieder Mitglied des Vorstandes der OTP Bank ZRt.
Im Jahr 2013 wurde er zum pensionierten Generalleutnant befördert.